# 시바키 다케루
시바키 타케루 (柴木丈瑠, 1982년 6월 27일 ~ )는 일본의 배우이다.

## 출연작

### 드라마
- 2001년~2002년 《백수전대 가오렌쟈》 사메즈 카이/가오 블루 역

### 영화
- 2013년 《도쿄 핼러윈 나이트》 좀비 역